# Vladan Kujović
Vladan Kujović (in serbo Bлaдaн Kуjoвић?; Niš, 23 agosto 1978) è un ex calciatore serbo, fino a metà anni novanta jugoslavo, di ruolo portiere.

## Palmarès

### Club

#### Competizioni nazionali
- Coppa del Belgio: 1

Club Brugge: 2014-2015